# Große Fürbitten
Die  Großen Fürbitten (lateinisch orationes solemnes) sind besondere Gebete in der Feier vom Leiden und Sterben Christi am Karfreitag, verwendet in der altkatholischen, anglikanischen und römisch-katholischen Kirche.

## Römisch-katholische Kirche

### Aufbau und Reihenfolge
Die Großen Fürbitten bilden in der Karfreitagsliturgie des römischen Ritus den dritten Teil der Karfreitagsfeier. Sie formulieren die Antwort der gottesdienstlichen Versammlung auf die vorangegangenen Schriftlesungen und Klagegesänge (Improperien).
Alle Großen Fürbitten bestehen aus drei Teilen: Der Priester singt eine Einladung zum Gebet mit Nennung des Anliegens; er oder ein anwesender Diakon fordert auf, dazu die Knie zu beugen. Auf das Niederknien der Gemeinde folgt ein stilles Gebet. Nach der Aufforderung „Erhebet euch“ fasst der Priester das Gebetsanliegen mit der Oration zusammen, auf die alle mit „Amen“ antworten.
Folgende Bitten werden vorgetragen:
1. Für die heilige Kirche
2. Für den Papst
3. Für alle Stände der Kirche
4. Für die Katechumenen (Taufbewerber)
5. Für die Einheit der Christen
6. Für die Juden
7. Für alle, die nicht an Christus glauben
8. Für alle, die nicht an Gott glauben
9. Für die Regierenden
10. Für alle notleidenden Menschen

#### Besondere Bitten
Ergänzend zu den zehn Bitten besteht in einer „schweren öffentlichen Notlage“ die Möglichkeit, weitere Bitten vorzutragen, sofern der Ortsordinarius dies zusätzlich gestattet oder anordnet.
Aufgrund der weltweiten COVID-19-Pandemie veröffentlichte daher die Deutsche Bischofskonferenz auf Anregung der Kongregation für den Gottesdienst und die Sakramentenordnung für den Karfreitag in den Jahren 2020 und 2021 eine besondere Fürbitte, die zwischen der neunten Fürbitte „Für die Regierenden“ und der zehnten Fürbitte „Für alle notleidenden Menschen“ eingefügt werden konnte.
Ebenso veröffentlichte die Deutsche Bischofskonferenz anlässlich des Krieges in der Ukraine für den Karfreitag im Jahr 2022 eine besondere Fürbitte, die ebenfalls zwischen der neunten und der zehnten Fürbitte eingefügt werden konnte.

### Geschichte
Vom 5. Jahrhundert bis zur Liturgiereform nach dem Zweiten Vatikanischen Konzil und heute noch im Usus antiquior waren bzw. sind diese Fürbitten in der römischen Liturgie der einzige Rest der altkirchlichen Fürbittpraxis. Die Großen Fürbitten wurden an der Epistelseite durch den Priester vorgetragen. Die Aufforderung zur Kniebeuge erfolgte durch den Diakon, die Aufforderung zum Erheben nach der Kniebeuge erfolgte durch den Subdiakon, das Gebet durch den Priester.
Eine Besonderheit stellte die Judenfürbitte dar. Dabei entfiel von etwa 800 bis 1960 das Niederknien, und die Juden wurden im Gebetstext als perfidis (etymologisch: „ungläubig“; wirkungsgeschichtlich: „treulos, niederträchtig“ u. a.), ihre Religion als iudaicam perfidia („jüdische Untreue“) bezeichnet. Seit 1956 beseitigte der Vatikan schrittweise diese antijudaistischen Elemente. 1965 und 1970 wurde der Gebetstext selbst mehrmals neugefasst. Die Judenfürbitte bildet bis heute einen besonders kritischen Punkt im jüdisch-katholischen Dialog.
Eine weitere Besonderheit der Großen Fürbitten vor der Liturgiereform war die Fürbitte für den römischen Kaiser. Sie war bis zur Editio typica von 1962 im Missale verzeichnet und stand an vierter Stelle (nach den Fürbitten für die Kirche, den Papst und die Stände der Kirche). Der Priester bat, „dass unser Gott und Herr alle Barbarenvölker ihm untertan mache zu unserem beständigen Frieden“. Im Falle eines nicht gekrönten Kaisers schrieben die Rubriken vor, pro imperatore electo zu beten; hingegen findet sich kein Hinweis auf die Möglichkeit einer Auslassung, – obwohl es seit 1806 faktisch keinen Kaiser des Heiligen Römischen Reiches als Schutzherrn der Kirche mehr gab – auch wenn dies mancherorts anders gehandhabt worden ist. Statt ihrer findet sich in den erneuerten Karfreitagsfürbitten von 1970/75 die Fürbitte für die Regierenden an neunter Stelle.

## Alt-katholische Kirche
Folgende Bitten wurden bzw. werden vorgetragen:
| Nr. | Anliegen Altarbuch 1885 | Anliegen Altarbuch 1959 | Anliegen Eucharistiebuch 1995/2006                                                                                                 |
| --- | --- | --- | --- |
| 1.  | Für die heilige Kirche Gottes | Für die heilige Kirche Gottes | Für die heilige Kirche Gottes |
| 2.  | Für alle Gemeinden unsrer Kirche; für unsern Bischof; für alle Vorsteher, Priester und Diakone; und für alle unsre Gläubigen | Für unsern Bischof N. | Für unsern Bischof N., die Gemeinschaft der Bischöfe, alle Männer und Frauen im apostolischen Dienst und für das ganze Volk Gottes |
| 3.  | Für unsre Jugend | Für alle Bischöfe, Priester und Diakone, für alle Gemeinden unserer Kirche und für das ganze heilige Volk Gottes                                                               | Für alle, die sich auf die Taufe vorbereiten                                                                                       |
| 4.  | Für unsern König (Fürsten); für unsern Kaiser (König und Kaiser); und für das ganze teure Vaterland | Für alle weltliche Obrigkeit | Für alle Brüdern und Schwestern, die an Christus glauben                                                                           |
| 5.  | Für die Schwachen und Gefallenen; für die Irrenden und Verführten; die Traurigen, Notleidenden und Kranken; die Verstoßenen und Verfolgten | Für unsre Jugend | Für alle, die nicht an Christus glauben                                                                                            |
| 6.  | …daß Gott mit seinem Lichte die ganze Menschheit erleuchte, daß aller Aberglaube verschwinde; die Nacht der Sünde hinweggenommen werde; die verblendeten und verhärteten Herzen zu neuem Leben erwachen; und alle Menschen vernehmen die Stimme deiner Wahrheit | …daß Er die Welt von allen Irrtümern reinige, Krankheiten hinwegnehme, Hungersnot vertreibe, Kerker öffne, Fessln löse und jene, die auf dem Weg sind, anlangen lasse am Ziele | Für alle, die Gott nicht erkennen                                                                                                  |
| 7.  | | Für alle getrennten und irrenden Brüder | Für die Regierenden |
| 8.  | | Für die Juden | Für alle, die der Hilfe bedürfen                                                                                                   |
| 9.  | | Für die Heiden | |

Darüber hinaus bietet das Eucharistiebuch von 2006 zwei weitere Formulare für die Großen Fürbitten zur Auswahl, davon stammt eins von Huub Oosterhuis. Eine spezielle Fürbitte für die Juden enthält das Altarbuch von 1885 nicht. In der Auflage von 1959 gab es sie; im Eucharistiebuch von 1995 ist sie ersatzlos entfallen.